# Nuoto ai XIX Giochi del Mediterraneo - 50 metri dorso femminili
La gara dei 50 metri dorso femminili ai XIX Giochi del Mediterraneo si è svolta il 3 luglio 2022. Al mattino si sono svolte le batterie, mentre la finale si è disputata nel pomeriggio.

## Podio
| Pos. | Atleta              | Nazione    |
| ---- | ------------------- | ---------- |
|      | Nina Stanisavljević | Serbia     |
|      | Anna Ntountounaki   | Grecia     |
|      | Rafaela Azevedo     | Portogallo |

## Record
Prima della manifestazione il record del mondo (RM) e il record dei Giochi del Mediterraneo (RG) erano i seguenti.
|  | 26"98 | Liu Xiang     | 21 agosto 2018 Giacarta  |
|  | 28"33 | Silvia Scalia | 23 giugno 2018 Tarragona |

Durante la competizione non sono stati migliorati record.

## Risultati

### Batterie
| Pos. | Batteria | Corsia | Atleta                | Nazionalità | Tempo | Note |
| ---- | -------- | ------ | --------------------- | ----------- | ----- | ---- |
| 1    | 2        | 3      | Nina Stanisavljević   | Serbia      | 28"60 | Q    |
| 2    | 1        | 3      | Ekaterina Avramova    | Turchia     | 28"83 | Q    |
| 3    | 2        | 4      | Anita Gastaldi        | Italia      | 29"00 | Q    |
| 4    | 2        | 7      | Anna Ntountounaki     | Grecia      | 29"04 | Q    |
| 5    | 1        | 4      | Rafaela Azevedo       | Portogallo  | 29"09 | Q    |
| 6    | 1        | 2      | Carlotta Zofkova      | Italia      | 29"18 | Q    |
| 7    | 1        | 6      | Sezin Eligül          | Turchia     | 29"21 | Q    |
| 7    | 2        | 5      | Carmen Weiler         | Spagna      | 29"21 | Q    |
| 9    | 1        | 5      | Lidón Muñoz           | Spagna      | 29"24 |      |
| 10   | 2        | 6      | Camila Rebelo         | Portogallo  | 29"29 |      |
| 11   | 2        | 1      | Amel Melih            | Algeria     | 29"67 |      |
| 12   | 2        | 2      | Emma Morel            | Francia     | 29"96 |      |
| 13   | 1        | 7      | Ioanna Sacha          | Grecia      | 30"00 |      |
| 14   | 2        | 8      | Mònica Ramírez        | Andorra     | 30"99 |      |
| 15   | 1        | 1      | Imène Kawthar Zitouni | Algeria     | 31"03 |      |

### Finale
| Pos. | Corsia | Atleta              | Nazionalità | Tempo | Note |
| ---- | ------ | ------------------- | ----------- | ----- | ---- |
|      | 4      | Nina Stanisavljević | Serbia      | 28"59 |      |
|      | 6      | Anna Ntountounaki   | Grecia      | 28"68 |      |
|      | 2      | Rafaela Azevedo     | Portogallo  | 28"86 |      |
| 4    | 5      | Ekaterina Avramova  | Turchia     | 28"89 |      |
| 5    | 7      | Carlotta Zofkova    | Italia      | 29"06 |      |
| 6    | 3      | Anita Gastaldi      | Italia      | 29"17 |      |
| 7    | 1      | Carmen Weiler       | Spagna      | 29"27 |      |
| 8    | 8      | Sezin Eligül        | Turchia     | 29"37 |      |